# Язва (река)
Язва — река в России, протекает по Фурмановскому району Ивановской области. Устье реки находится в 51 км от устья реки Шачи по левому берегу. Длина реки составляет 12 км.
Исток реки находится в заболоченном лесу западнее города Фурманова, в черте которого она впадает в Шачу. Река течёт на юго-восток, вдоль течения реки находятся деревни Твердислово, Реутово, Морозово, Паньково, Деревеньки, Акульцево.

## Данные водного реестра
По данным государственного водного реестра России относится к Верхневолжскому бассейновому округу, водохозяйственный участок реки — Волга от города Кострома до Горьковского гидроузла (Горьковское водохранилище), без реки Унжа, речной подбассейн реки — Волга ниже Рыбинского водохранилища до впадения Оки. Речной бассейн реки — (Верхняя) Волга до Куйбышевского водохранилища (без бассейна Оки).